# Xiphorhynchus chunchotambo
Xiphorhynchus chunchotambo är en fågel i familjen ugnfåglar inom ordningen tättingar. Den behandlas oftast som del av arten droppträdklättrare (X. ocellatus).

## Utbredning och systematik
Fågeln delas in i tre underarter med följande utbredning:
- X. c. napensis – sydöstra Colombia, östra Ecuador och nordöstra Peru
- X. c. chunchotambo – östra Peru
- X. c. brevirostris – sydöstra Peru och Bolivia

Den kategoriseras vanligen som del av droppträdklättrare (X. ocellatus), men urskiljs som egen art av Birdlife International och IUCN.

## Status
IUCN kategoriserar den som livskraftig.